# Clutia cordata
Clutia cordata là một loài thực vật có hoa trong họ Peraceae. Loài này được Bernh. ex Krauss mô tả khoa học đầu tiên năm 1845.